# Grand Théâtre de Luxembourg
Le Grand Théâtre de Luxembourg (anciennement Théâtre municipal de la ville de Luxembourg) est une salle de spectacle de la ville de Luxembourg inaugurée en 1964. Principale scène artistique de la ville, il est situé sur le rond-point Robert-Schuman près du pont grande-duchesse Charlotte menant aux quartiers Kirchberg et Limpertsberg.

## Historique
Le Grand Théâtre de Luxembourg est construit entre 1959 et 1964 sur les plans de l'architecte français Alain Bourbonnais pour célébrer notamment les fêtes du Millénaire de la fondation de la ville. Il est inauguré le 15 avril 1964 et permet alors d'augmenter nettement les capacités du principal théâtre historique de la ville, le théâtre des Capucins, actif depuis 1869.
Le Grand Théâtre ferme à la fin de l'année 2002 pour des rénovations majeures afin de mettre sa scène et ses infrastructures au niveau grâce aux travaux menés par les architectes berlinois Kurt Gerling et Werner Arendt. Il rouvre en septembre 2003 et oriente dès lors, sous la direction de Frank Feitler, sa programmation vers des spectacles et des créations plus contemporains.
En 2011, Frank Feitler prend également la direction du Théâtre des Capucins et fusionne les deux théâtres municipaux en une seule entité administrative, chaque salle gardant une programmation spécifique.

## Missions et salles

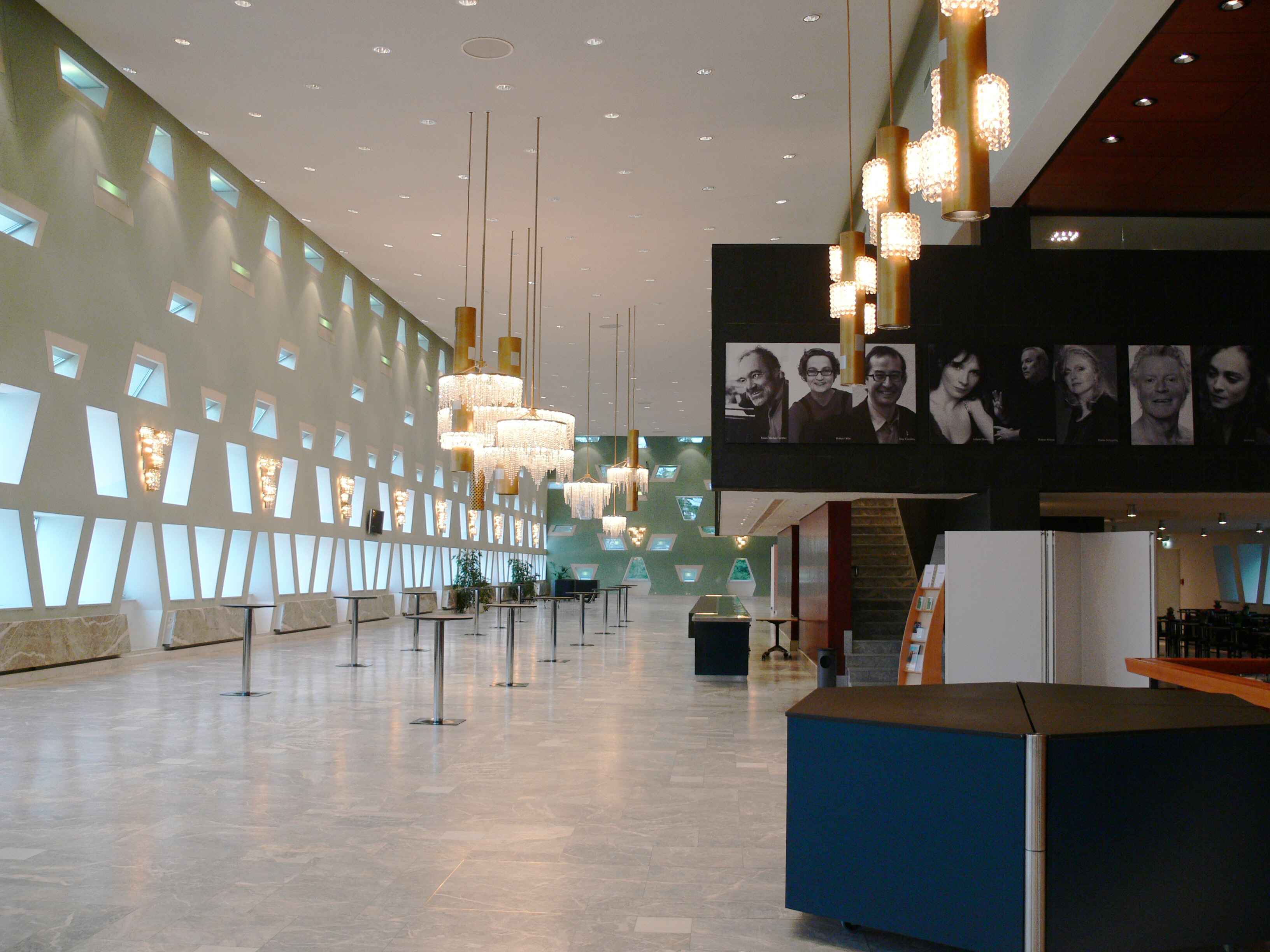
Foyer du Grand Théâtre.

Le Grand Théâtre est dédié à l'opéra, la danse et le théâtre dont il coproduit un grand nombre de spectacles avec d'autres institutions européennes de premier plan telles que La Monnaie à Bruxelles, le Théâtre de la Ville ou le Théâtre de Chaillot à Paris, et le Barbican Centre à Londres. Il a de plus accueilli le Concours Eurovision de la chanson 1973 et le Concours Eurovision de la chanson 1984.
La jauge de la grande salle est de 943 places alors que le studio est une structure modulable de 100 et 400 places.

## Liste des directeurs
- Frank Feitler (2001-2015)[2]
- Tom Leick-Burns (depuis 2015)[2]